# George Cloutier
George Cloutier (* 16. Juli 1876 in Pembroke; † 20. April 1946 in Kenora) war ein kanadischer Lacrossespieler.

## Erfolge
George Cloutier war Mitglied der Winnipeg Shamrocks, mit denen er bei den Olympischen Spielen 1904 in St. Louis im ersten Lacrossewettbewerb der Olympischen Spiele antrat. Neben ihm gehörten außerdem George Cattanach, William Brennaugh, George Bretz, William Burns, Élie Blanchard, Sandy Cowan, Jack Flett, Benjamin Jamieson, Stuart Laidlaw, Hilliard Lyle und Lawrence Pentland zur Mannschaft. Cloutier spielte dabei auf der Position des Torwarts. Er galt zu seiner aktiven Zeit als einer der besten Lacrosse-Torwarte.
Neben den Winnipeg Shamrocks nahmen lediglich noch eine Mannschaft der Mohawk Indians of Canada und die Gastgeber aus St. Louis teil, die St. Louis Amateur Athletic Association. St. Louis bestritt seine erste Partie gegen die indianische Mannschaft und besiegte diese, womit sie ins Endspiel gegen die Winnipeg Shamrocks einzog. Mit 8:2 setzten sich die Shamrocks deutlich gegen St. Louis durch und Cloutier erhielt wie seine Mannschaftskameraden als Olympiasieger die Goldmedaille.
Cloutier spielte noch 1917 aktiv Lacrosse. In seiner Laufbahn trat er für zahlreiche Mannschaften an, zumeist aber im Raum Winnipeg.